# Giubileo straordinario della misericordia

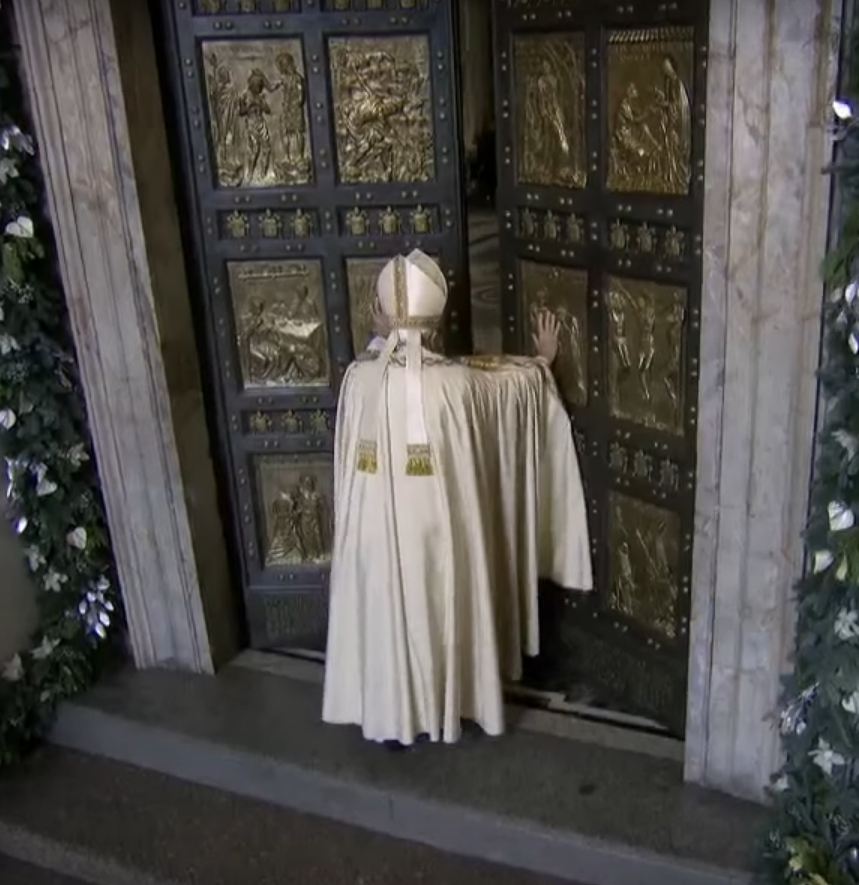
Papa Francesco apre la porta santa di San Pietro, inaugurando il Giubileo della Misericordia

Il Giubileo straordinario della misericordia è stato proclamato da papa Francesco per mezzo della bolla pontificia Misericordiae Vultus. Precedentemente annunciato dallo stesso pontefice il 13 marzo 2015, ha avuto inizio il 8 dicembre 2015 e si è concluso il 20 novembre 2016. Il papa ha dichiarato che il giubileo, ricorrente nel cinquantesimo della fine del Concilio Vaticano II, è dedicato alla misericordia.
Il papa ha fatto l'annuncio nel corso dell'omelia della Liturgia Penitenziale del 13 marzo 2015:
(Papa Francesco)
L'arcivescovo Rino Fisichella, in qualità di presidente del Pontificio consiglio per la promozione della nuova evangelizzazione, è stato il principale referente per l'organizzazione dell'evento giubilare. Nel maggio 2015, nella Sala Stampa della Santa Sede, lo stesso presule aveva dato alcune anticipazioni sulle modalità di svolgimento dell'anno giubilare.

## La bolla di indizione

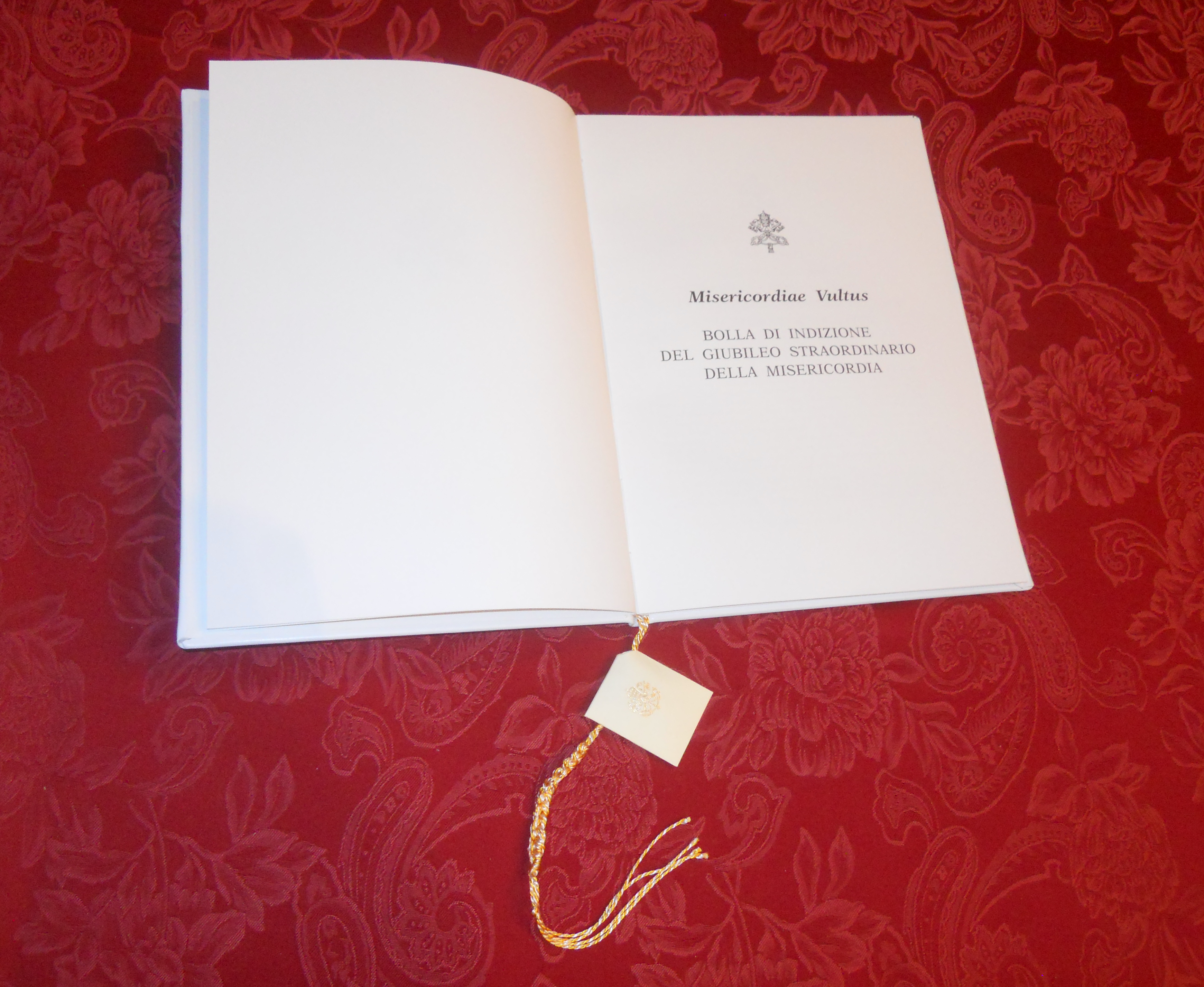
Copia della bolla Misericordiæ Vultus autografata da papa Francesco e da lui consegnata l'11 aprile 2015, primi vespri della domenica della Divina Misericordia

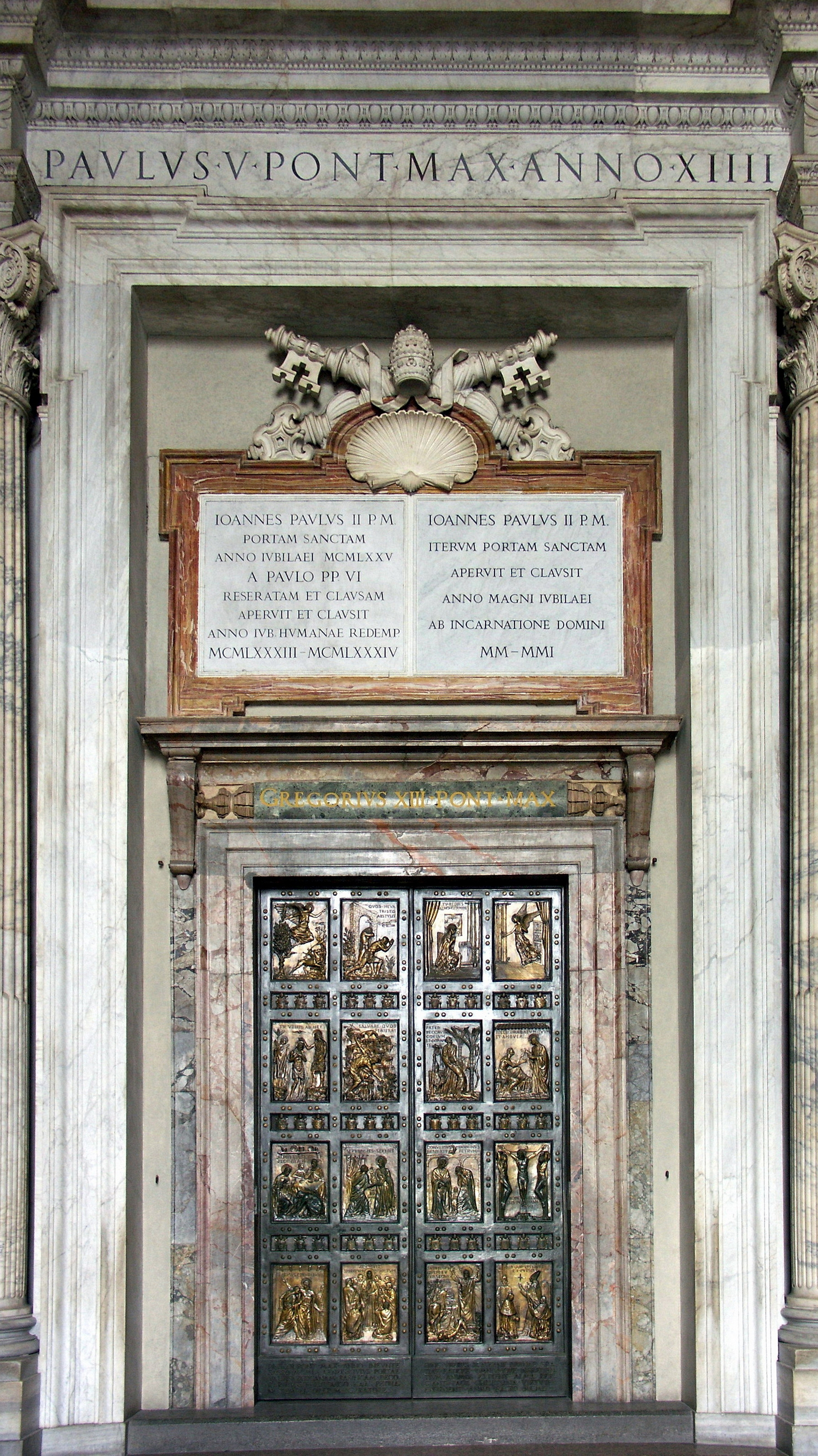
La Porta santa della basilica di San Pietro, opera dello scultore Vico Consorti

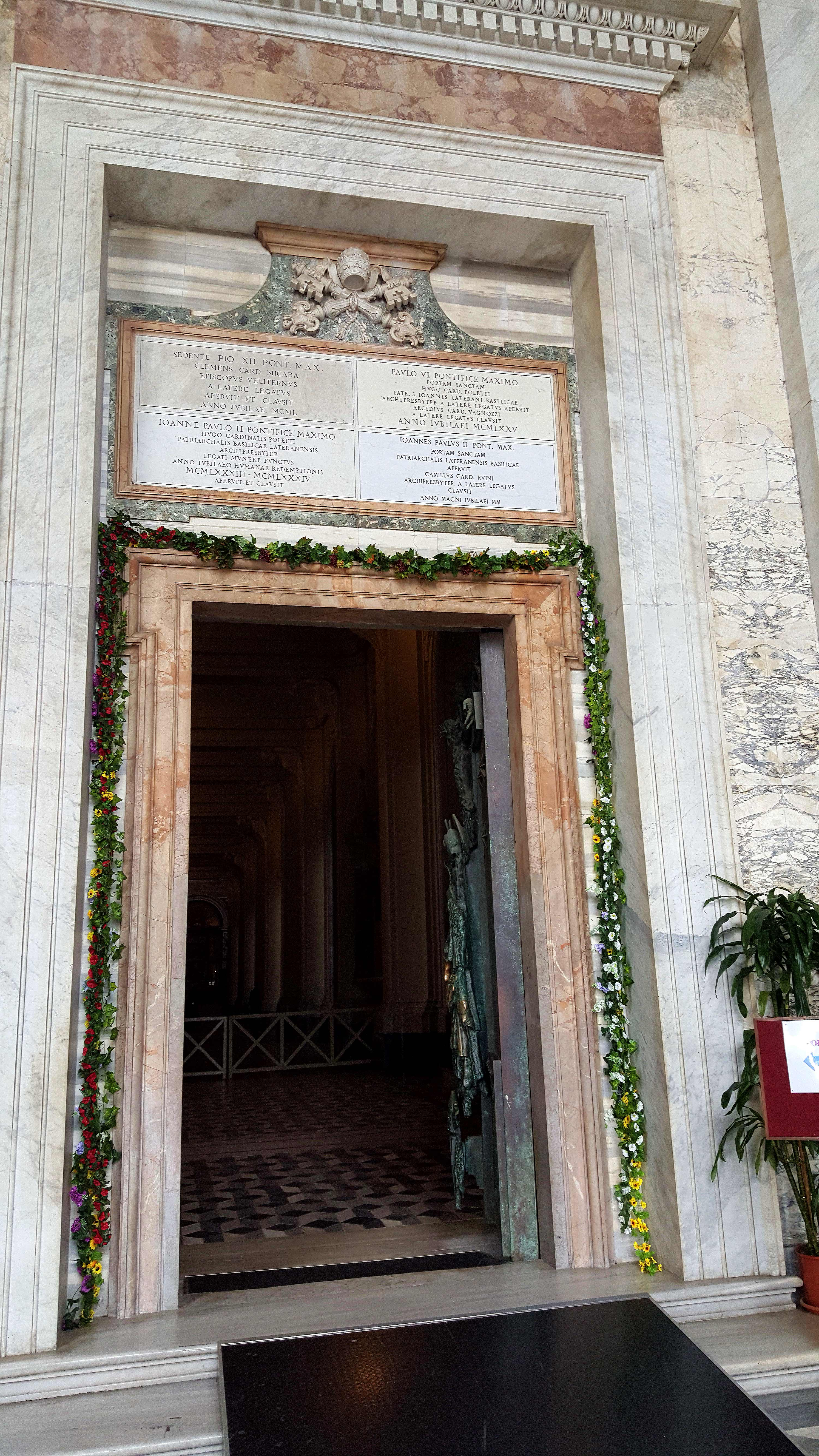
Porta santa della basilica di San Giovanni in Laterano aperta per il Giubileo straordinario della misericordia 2015-2016

Sabato 11 aprile 2015, durante la celebrazione dei primi vespri della Domenica della Divina Misericordia, è stato indetto ufficialmente il Giubileo con la consegna e la lettura della bolla Misericordiae Vultus, avvenute alla presenza di papa Francesco davanti alla Porta santa della basilica di San Pietro in Vaticano.
La Bolla evidenzia la necessità di indire un Anno Santo Straordinario per tenere viva nella Chiesa Cattolica la consapevolezza di essere presente nel mondo quale dispensatrice della Misericordia di Dio. La capacità di dialogare col mondo e l'apertura a ogni uomo sono state le grandi sfide vinte dal Concilio Vaticano II. Il Giubileo vuole essere occasione per porre atti di ulteriore apertura. La Bolla ricorda, inoltre, i grandi eventi della Storia della Salvezza nei quali Dio si manifesta con il suo Amore Misericordioso.

## L'apertura del Giubileo
L'apertura del Giubileo è stata inizialmente fissata per l'8 dicembre 2015. La scelta di tale data non era casuale, cadendo in tal giorno il cinquantesimo anniversario della conclusione del Concilio Vaticano II.
Prima di tale data, come segno della vicinanza della Chiesa universale alla Repubblica Centrafricana, colpita dalle violenze della guerra civile, papa Francesco ha aperto la porta santa della Cattedrale di Notre-Dame di Bangui il 29 novembre, in occasione del suo viaggio apostolico in Africa, anticipando di fatto l'inizio del giubileo straordinario.
La porta santa della Basilica di San Pietro in Vaticano è stata aperta come previsto l'8 dicembre 2015, festa dell’Immacolata; si è trattato della prima apertura della porta santa in presenza di due pontefici: il papa regnante (Francesco) e il papa emerito (Benedetto XVI).
La porta santa della Basilica di San Giovanni in Laterano è stata aperta dal Papa domenica 13 dicembre 2015, terza domenica del tempo di Avvento. Nello stesso giorno è stata aperta quella della Basilica di San Paolo fuori le mura e quelle di tutte le cattedrali o santuari giubilari nelle altre diocesi del mondo dai rispettivi vescovi..
La porta santa della basilica di Santa Maria Maggiore è stata invece aperta da papa Francesco il 1º gennaio 2016.

## I grandi raduni
Durante tale manifestazione vi sono stati dei momenti specifici per certe categorie di fedeli. Tra questi vi erano:
- A tutti coloro che operano nel pellegrinaggio: dal 19 al 21 gennaio 2016[11]
- Traslazione a Roma dei corpi di San Pio da Pietrelcina e San Leopoldo Mandic: dal 3 all'11 febbraio 2016
- Ai Gruppi di Preghiera di Padre Pio: il 6 febbraio 2016
- Invio dei missionari della misericordia: il 10 febbraio 2016
- Tutto il variegato mondo che si ritrova nella spiritualità della misericordia: il 3 aprile 2016[11]
- Raduno dei ragazzi dai 13 ai 16 anni: il 24 aprile 2016
- Incontro con i diaconi: il 29 maggio 2016[11]
- Incontro con i sacerdoti: il 3 giugno 2016
- Incontro con gli ammalati: il 12 giugno 2016
- Incontro dei giovani in occasione della giornata mondiale della gioventù: a Cracovia dal 26 luglio al 1º agosto 2016
- Incontro con il volontariato e cerimonia di Canonizzazione di Madre Teresa di Calcutta: il 4 settembre 2016[8]
- Il mondo della spiritualità mariana: il 9 ottobre 2016[11]

## Segni di misericordia
Ogni mese di questo Anno Santo il papa ha compiuto un segno di misericordia:
- Dicembre: apertura della Porta Santa della Carità e inaugurazione dell'Ostello della Caritas presso la stazione Termini
- Gennaio: visita ad una casa di riposo per anziani e malati in stato vegetativo di Roma
- Febbraio: visita alla comunità di tossicodipendenti di Castel Gandolfo
- Marzo: visita al centro di accoglienza per profughi di Castelnuovo di Porto
- Aprile: visita al centro di accoglienza per profughi di Lesbo
- Maggio: visita alla comunità di malati di Ciampino
- Giugno: visita alle comunità Monte Tabor  e "Cento Preti"
- Agosto: visita alle ragazze accolte dalla Comunità Giovanni XXIII
- Settembre: visita a due strutture ospedaliere
- Ottobre: visita al villaggio SOS di Roma
- Novembre: incontro con i sacerdoti che hanno lasciato il ministero e le loro famiglie